# Untere Rötspitze
L'Untere Rötspitze est une montagne qui s’élève à 3 289 ou 3 290 m d’altitude dans les Hohe Tauern, à la frontière entre l'Autriche et l'Italie.